# Biobank
Biobank är en organiserad samling prover som tas emot, samlas in, förvaras, registreras, analyseras och på annat sätt förfogas över i avsikt att bevaras för vetenskapliga studier eller för behandling och undersökning. Proverna kan bestå av tex blod, urin, födelsemärken eller annat biologiskt material som tagits tex från människor, djur eller växter.

## Sverige
Lag (2002:297) om biobanker i hälso- och sjukvården m.m. reglerar hur humanbiologiskt material skall få samlas in, förvaras och användas för vissa ändamål.
Biobank definieras i den lagen på detta sätt. "Biologiskt material från en eller flera människor som samlas och bevaras tills vidare eller för en bestämd tid och vars ursprung kan härledas till den eller de människor från vilka materialet härrör."
Förutom för vård och behandling och andra medicinska ändamål i en vårdgivares verksamhet får en biobank användas endast för ändamål som avser kvalitetssäkring, utbildning, forskning, klinisk prövning, utvecklingsarbete eller annan därmed jämförlig verksamhet.
Stockholms läns landsting får ta emot, samla in, förvara, registrera, analysera och på annat sätt förfoga över vävnadsprover från nyfödda barn i en särskild biobank kallad PKU-biobanken.
En av de första biobankerna i Sverige var den Medicinska biobanken i Umeå. Den största satsningen på biobanker någonsin i Sverige har gjorts av Vetenskapsrådet och Karolinska Institutet till BBMRI.se. För åren 2010–2014 bidrar Vetenskapsrådet till BBMRI.se med 148 miljoner kronor, Karolinska Institutet bidrar med minst 30 miljoner kronor. Region Skåne lägger 100 miljoner kronor för att göra sina 13 miljoner prover tillgängliga för forskare.
För innehållet i svenska biobanker gäller sekretess enligt offentlighets- och sekretesslag (2009:400).

## Storbritannien
I Storbritannien finns UK Biobank Ltd som rekryterat 500 000 personer i åldrarna 40–69 år.
Dessa personers hälsa ska sedan följas i 30 år.

## Tyskland
I Freiburg im Breisgau, Tyskland finns International Moss International Moss Stock Center konserverar och distribuerar mossor. Proverna förvaras genom cryopreservation i speciella frysbehållare vid -135 °C.

## Australien
Australiska Växt DNA Banken (Australian Plant DNA Bank) finns vid Southern Cross University i Lismore på norra kusten av New South Wales, Australien. Banken ska underlätta att följa Biodiversitetskonventionen.
Australien har mer än 20 000 arter som man vill bevara. DNA-proverna förvaras vid -80°C.
I Victoria, Australien finns Victorian Cancer Biobank, som startade 2006.

## USA
Vanderbilt University driver Vanderbilt Bio VuVanderbilt Bio Vus med 75 000 prover av DNA.
Kaiser Permanent BioBank har 100 000 salivprover vars DNA sedan analyseras.
National Database for Autism Research samlar data om autism.